# Sormida maculicollis
Sormida maculicollis là một loài bọ cánh cứng trong họ Cerambycidae.